# Stickney (krater)
Stickney är den största nedslagskratern på planeten Mars måne Phobos. Stickney har en diameter på omkring 9 kilometer.
Man tror att meteoriten som skapade Stickney var nära att splittra Phobos. Man kan se en massa sprickor runt kratern som antyder detta.
Stickney har fått sitt namn efter Chloe Angeline Stickney Hall, hustru till Phobos upptäckare Asaph Hall.
Inuti Stickney finns en mindre, yngre krater. Stickney syns från Mars.